# عبد اللطيف باشا الصوفاني
عبد اللطيف باشا الصوفاني (ولد بقرية ابوالخاوي في أواخر القرن التاسع عشر و توفي في يناير 1927) هو سياسي ونائب برلماني مصري، وأحد الشخصيات الوطنية البارزة في أوائل القرن العشرين. شغل منصب نائب عن دائرة كوم حمادة في مجلس النواب المصري عام 1924. كان من المعارضين البارزين للسياسات البريطانية في مصر والسودان، وشارك في الحياة البرلمانية عقب ثورة 1919.

## النشأة
ينحدر عبد اللطيف باشا الصوفاني من قرية أبو الخاوي، التابعة لمركز كوم حمادة بمحافظة البحيرة في دلتا مصر.

## دوره السياسي
كان من أبرز الأصوات المعارضة في البرلمان المصري بعد ثورة 1919، حيث شارك في جلسة 29 مارس 1924 في مناقشة خطاب العرش، منتقدًا السياسات البريطانية في السودان وداعيًا إلى دعم وحدة وادي النيل. وُصف من قبل زملائه، ومنهم عبد الرحمن الرافعي، بأنه من "الوطنيين المتطرفين" في ذلك الوقت.

## الوفاة
توفي في يناير 1927، وخلّف أثرًا في الحياة السياسية المصرية، خاصة في مرحلة ما بعد الاستقلال الاسمي عن بريطانيا.